# Boris Kulagin
Boris Pavlovitj Kulagin (russisk: Борис Павлович Кулагин; født 31. december 1924 i Barnaul, Sovjetunionen, død 25. januar 1988 i Moskva, Sovjetunionen), var en russisk ishockeyspiller og -træner. Kulagin var i 1940'erne en af de første organiserede ishockeyspillere i Sovjetunionen. Inden da spillede han bandy ("russisk hockey"). Han blev senere træner for hold i Sovjetunionen og blev landstræner i 1970'erne.
Boris Kulagin blev født i 1924 i Barnaul i Sibirien i Sovjetunionen. I 1930 flyttede han sammen med sin familie til Moskva, hvor hans far var udstationeret i militæret. I 1936 begyndte han at spille bandy i Dynamo Moskvas bandyafdeling. Kulagin spillede fortsat bandy i 1940'erne, hvor kommunistpartiets centralkomite befalede organiseret bandy omstillet til ishockey, som på den tid omtaltes som "canadisk hockey". Kulagin brød sig ikke om overgangen fra bandy til ishockey men var bundet til ændringen for at forblive i sin stilling. Efter nogle få sæsoner med ishockey efter canadiske regler fik Kulagin en benskade, der stoppede hans karriere som spiller og fik ham til at begynde som træner. I 1950'erne drev Kulagin sportsprogrammer i Orenburg.
Kulagin blev overført til Moskva i 1960'erne, hvor han blev assistenttræner for Anatolij Tarasov i HK CSKA Moskva, Den Røde Hærs ishockeyhold. Tarasov var også landstræner og Kulagin blev assistenttræner for landsholdet. Efter Tarasovs afgang som landstræner fortsatte Kulagin som assistent for den nye landstræner, Vsevolod Bobrov. Han var bl.a. assistent under den første Summit Series i 1972 mellem Sovjetunionens landshold og et udvalgt canadisk hold med spillere fra National Hockey League. Samtidig var Kulagin cheftræner for klubholdet HK Krylja Sovjetov Moskva, og efter at holdet vandt det sovjetiske ligamesterskab i 1974, blev han forfremmet til landstræner i stedet for Bobrov.
Kulagin var sovjetisk cheftræner under den anden Summit Series i 1974 mod et World Hockey Association-baseret canadisk hold. Denne gang sikrede det sovjetiske hold sig sejren, og det blev starten på et årti med sovjetisk ishockeydominans. Kulagin forblev landstræner indtil den sidste periode i den sidste kamp ved verdensmesterskabet i ishockey i 1977, hvor Sovjetunionen skulle vinde over Sverige for at sikre sig VM-titlen. Efter anden periode var stillingen 2-1 til Tre Kronor, hvorefter assistenttræneren Konstantin Loktev af den sovjetiske delegation blev forfremmet til cheftræner. Det kunne imidlertid ikke forhindre svenskerne i at vinde kampen med 3-1, og derfor måtte det sovjetiske hold nøjes med bronzemedaljerne.
Herefter blev Boris Kulagin i to sæsoner træner for Rødovre Skøjte & Ishockey Klub i den danske 1. division, som han førte til henholdsvis DM-guld og DM-sølv i sæsonerne 1977-78 og 1978-79.
Kulagin vendte hjem til Sovjetunionen i 1980 og arbejdede som træner for HK Spartak Moskva til sin død i 1988.